# Корнеплод

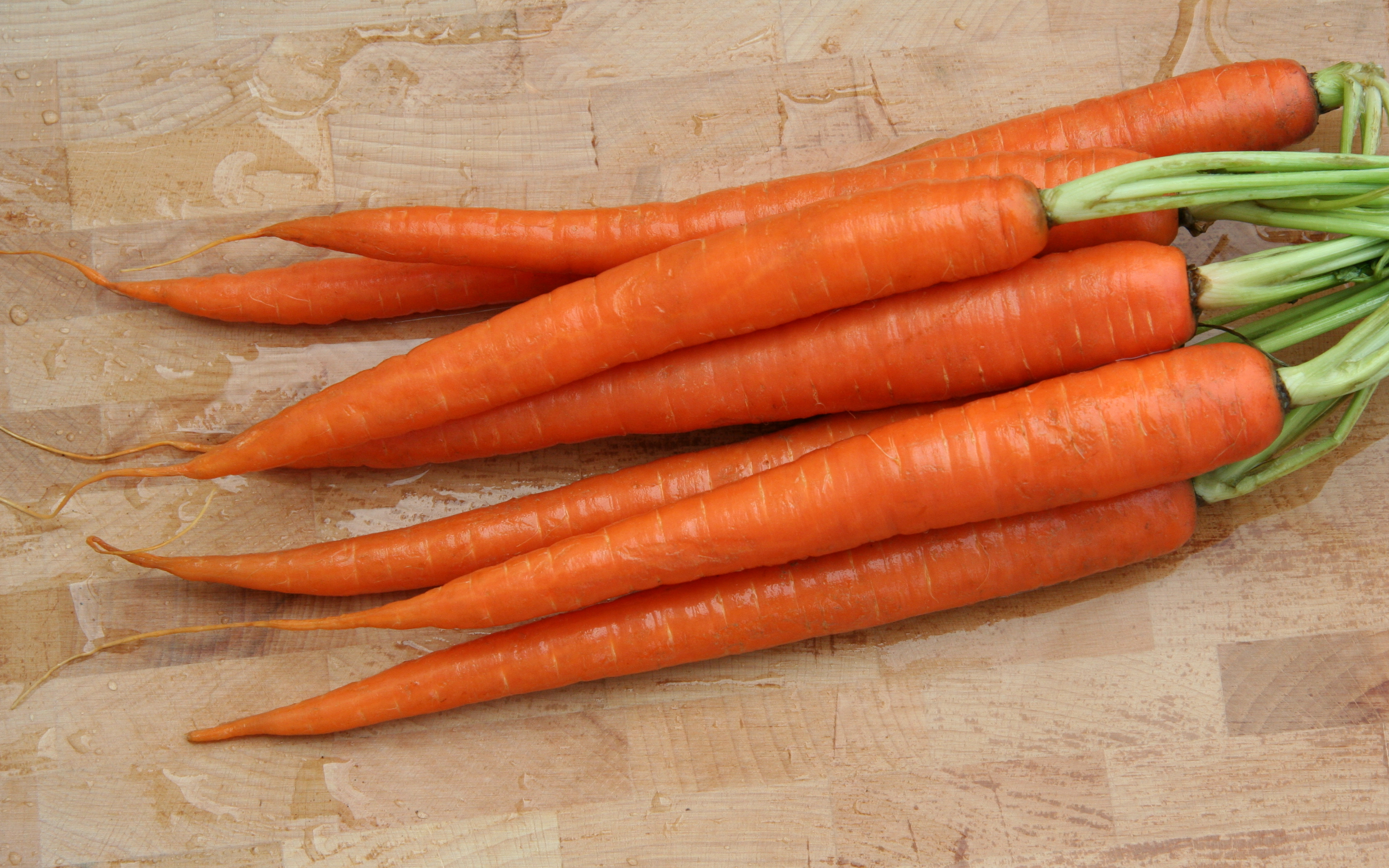
Корнеплоды моркови

Корнепло́д — часть растения, запасающая питательные вещества, чаще всего ассоциированные с корневой системой, откуда первая часть названия. Плодами не являются, вторая часть названия биологически некорректна, но традиционна. В сельском хозяйстве корнеплодами называют как специально выращиваемые ради мощных сочных подземных органов растения (корнеплодные растения), так и те части, которые собственно заготавливаются и употребляются в пищу и на корм животных. В формировании корнеплодов участвуют главный побег (базальная часть), гипокотиль и главный корень растения.
Формирование корнеплодов характерно для двулетних растений из семейств:
- Капустные (репа, редька, брюква, турнепс, хрен).
- Зонтичные (морковь, петрушка, сельдерей, пастернак).
- Маревые (свёкла).
- Астровые (цикорий, скорцонера, козлобородник).

Значительно реже корнеплоды формируются:
- у однолетних (например, редис);
- у многолетних (например, катран из семейства Капустные).

В первый год жизни у большинства корнеплодов развивается розетка листьев и «корнеплод». Его верхняя часть — «головка» — несёт розетку листьев и образована укороченным стеблем. Под ней находится «шейка», представляющая собой подсемядольное колено, или гипокотиль, — участок стебля проростка между семядолями и главным корнем (например, у моркови) или только его верхней частью (например, у свёклы, репы, брюквы). Собственно корень — обычно это главный корень проростка — ветвится, образуя боковые корни. Масса «корнеплода» состоит из разросшейся паренхимы вторичной ксилемы (семейство капустовых) или вторичной флоэмы (семейство зонтичных) и иногда коры (морковь). У свёклы кольцо прироста из ксилемы и флоэмы образуется несколькими кольцами камбия, а в паренхиме откладываются в запас питательные вещества. На 2-м году жизни из почек, находящихся в пазухах розеточных листьев, развивается цветущий и плодоносящий стебель. После оплодотворения и созревания семян растение отмирает.
Корнеплоды требовательны к влаге. Их хорошие урожаи получают на плодородных рыхлых почвах, особенно с искусственным орошением. В корнеплодах накапливаются сахара (сахарная свёкла, брюква), инулин (цикорий), крахмал (катран), минеральные соли, витамины (морковь, репа, редис).
Используются в пищу в варёном, тушёном и сыром виде, их сушат и консервируют. Важный компонент сочных кормов сельскохозяйственных животных.